# Melampsora
Genre
Espèces de rang inférieur
- Melampsora allii-populina Kleb.
- Melampsora lini (Ehrenb.) Thüm.
- Melampsora medusae Thüm.
- Melampsora occidentalis H.S. Jacks.
- Melampsora larici-populina Kleb.

Melampsora est un genre de champignons basidiomycètes, appartenant à la famille des Melampsoraceae.
Ces champignons sont des parasites obligatoires hétéroïques et souvent macrocycliques (infectant successivement plusieurs espèces de plantes, souvent deux espèces différentes au cours de leur cycle de développement, l'une étant dite « hôte alternant » ou « hôte écidien »  par rapport à l'autre).

## Impact
Ils occasionnent des maladies fongiques dites « rouilles » qui prennent de l'importance en France parmi les maladies foliaires, notamment chez le peuplier. Ce nom vient de l'aspect conféré aux feuilles par la fructification (urédosores) du champignon en forme de ponctuation jaunâtre à orangée pouvant recouvrir toute la feuille et qui évoque les points de rouille sur le fer, donnant aux arbres au printemps (vers le mois de mai dans l'hémisphère nord) un aspect entièrement roux (La rouille la plus connue du public est la « rouille du peuplier » qui s'est fortement développée en France depuis les années 1990. Dans les cas de forte infection, une défeuillaison précoce est observée, dès juillet parfois.
Melampsora semble dans certains cas (monocultures, alignements de pépinières notamment) pouvoir déjouer les défenses immunitaires naturelles des arbres (par exemple les composés phénoliques antifongiques qui permettent normalement aux peupliers, bouleaux ou saules en bonne santé de ne pas être infectés par la plupart des champignons).
Les rouilles touchent souvent plusieurs espèces-hôtes et elles sont favorisées par les monocultures, et par les transferts d'un site à l'autre, d'une région à l'autre ou d'un continent à l'autre de « matériel végétal » de reproduction, surtout quand on les introduit dans un contexte édaphique (microclimats humides) qui leur convient. Leur caractère pathogène semble freiné par la biodiversité génétique de la population hôte, mais dépend aussi d'interaction avec de nombreux facteurs écoépidémiologiques et climatiques (La température semblant être un des facteurs clé d'expression de ce parasite foliaire et de gravité des symptômes, le contexte de réchauffement climatique pourrait augmenter les risques de diffusion d'épidémies de rouille).

## Symptômes
Sur les peupliers, et plus rarement saule ou bouleau ;
- coloration jaune des feuilles de résineux ou d'autres plantes-hôtes au début du printemps, jaune orangé des feuilles de peuplier en été
- mauvaise lignification des rameaux,
- retard de croissance et faible croissance
- retard dans le développement racinaire
- décolorations et nécroses des feuilles, suivie d'une éventuelle défeuillaison précoce

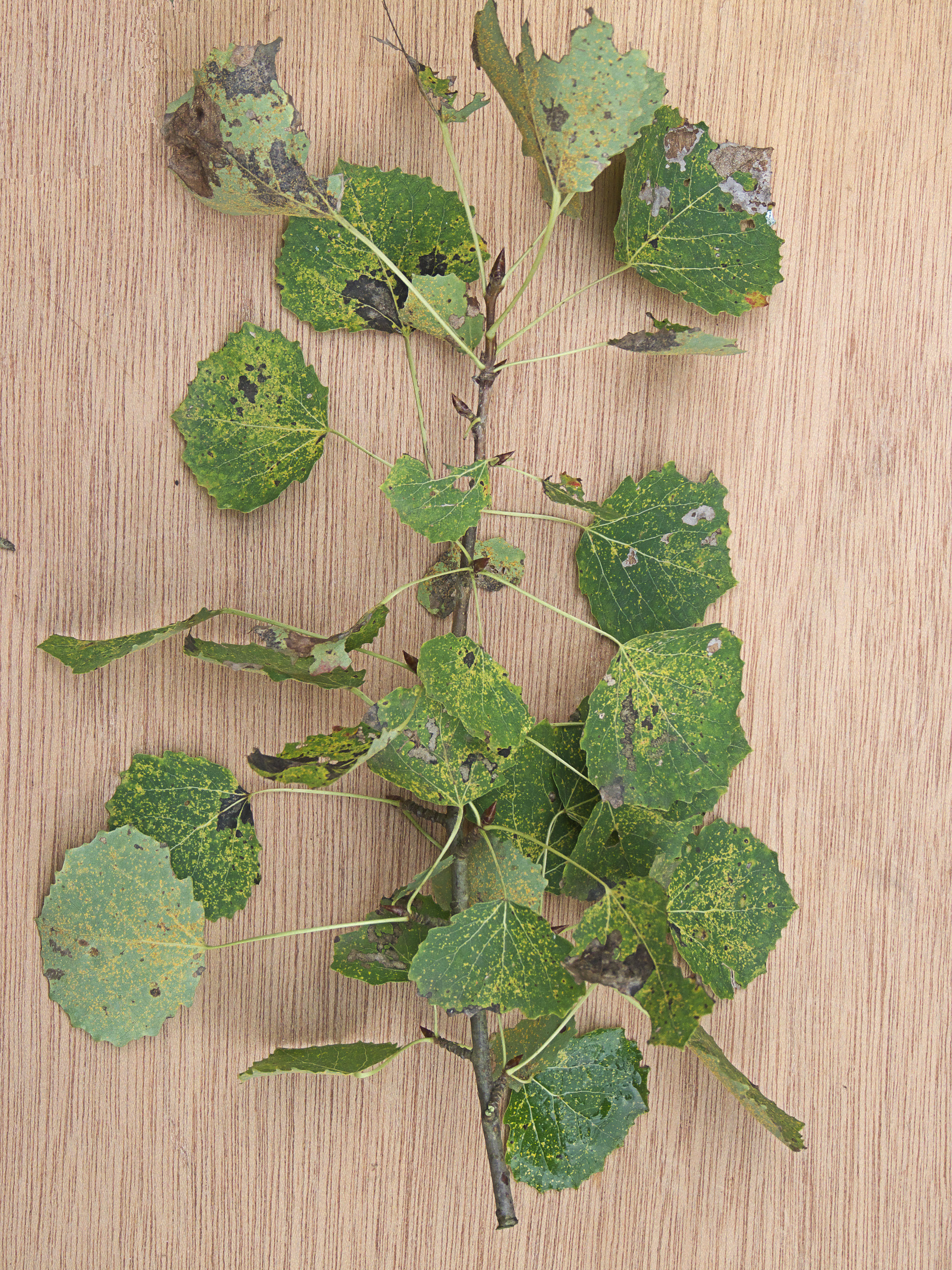
Rameau dont les feuilles portent les symptômes d'une infection fongique par Melampsora
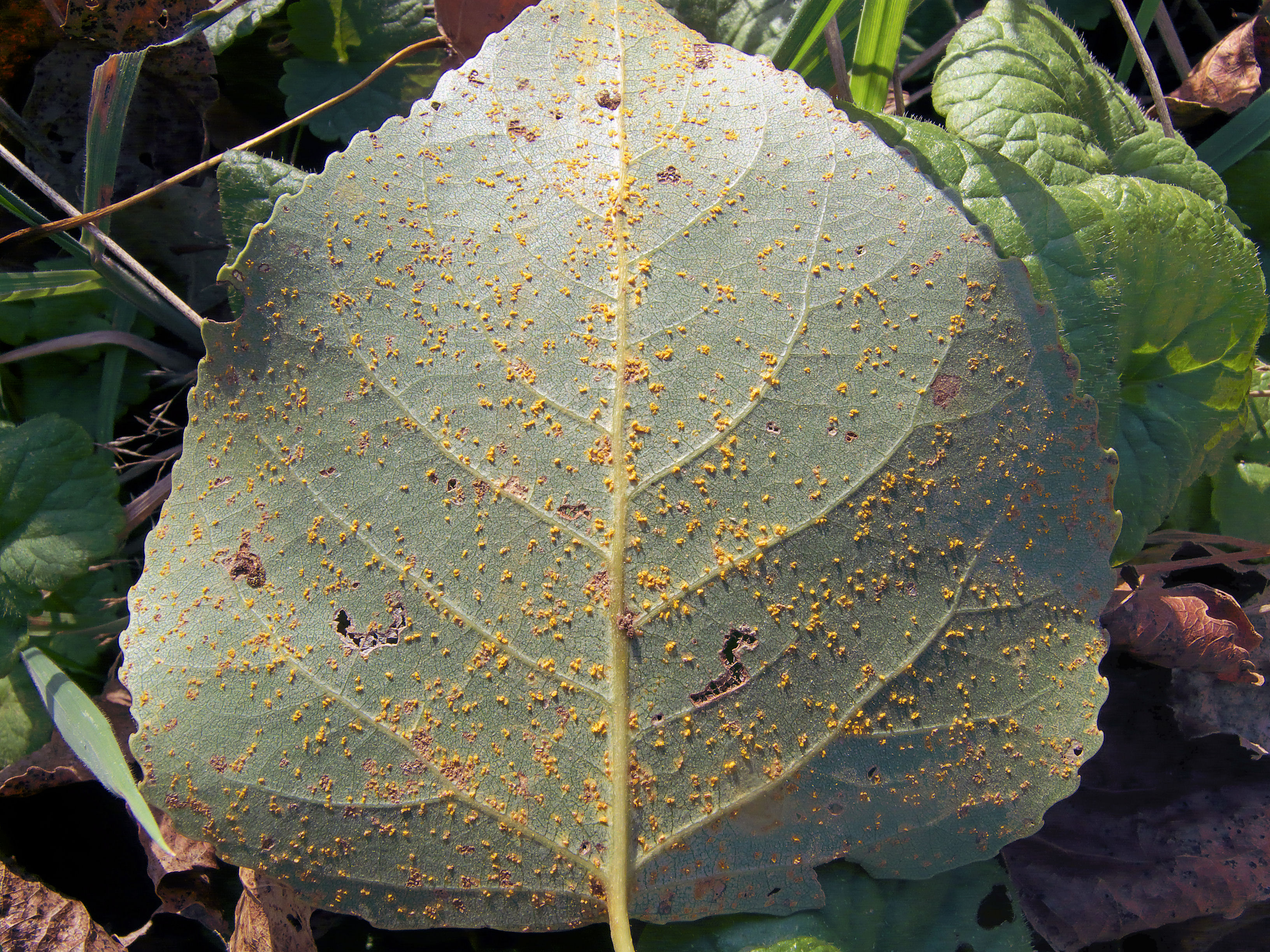
Melampsora en train de fructifier, sur le dessous d'une feuille de peuplier infectée par Melampsora larici-populina uredosori

## Cycle biologique du champignon

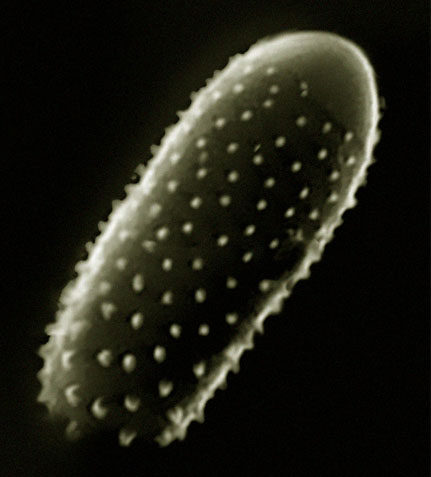
Spores de Melampsora sp.

Le cycle annuel passe par deux formes :
1. une forme printanière et estivale se développant sur les feuilles vivantes, à partir des téleutospore (forme hibernante du champignon) qui auront germé en produisant des basidiospores, lesquels transportées par le vent, contamineront le premier hôte (ex : alliacées ou aiguilles de conifères). De là, des écidiospores seront produites, et aéroportées dans l'environnement. Celles qui tomberont sur des feuilles de peupliers non résistants les contamineront en produisant des tubes germinatifs pénétrant les feuilles par les stomates. Après quelques semaines, le champignon fructifie en produisant des urédosores
2. puis un nouveau stade d'hivernage se produira avec la forme dormante du champignon, sous forme de taches groupées brun-noir (téleutosores ou téleutospores) sur les feuilles tombées au sol, mais aussi sur les bourgeons ou l'écorce.

Les rouilles à Melampsora sont réputées devoir accomplir leur cycle de développement sur deux hôtes différents (peuplier en l’occurrence et une autre plante (herbacée ou arbre) ;
- Plantes de la famille des ails pour Melampsora alliipopulina[3] ;
- Diverses espèces de pins pour Melampsora pinitorqua (rouille courbeuse des rameaux du pin);
- mélèze pour Melampsora laricipopulina[3] et ses 4 groupes de races physiologiques (E1, E2, E3, E4) ;
- divers hôtes (dont mélèze) pour Melampsora medusae[3] réputé être d'origine nord-américaine, mais maintenant présent dans toute l'Europe[8]. Ce champignon est réputé favorisé par la chaleur humide (il est en France depuis les années 1990 surtout actif  dans le midi, mais pourrait donc peut-être gagner du terrain avec le réchauffement climatique si ce dernier est accompagné d'une pluviométrie printanière ou estivale plus élevée) ;

Les spores du champignon peuvent être aéroportées (par le vent, jusqu'à plusieurs kilomètres de distance), ou par le transport de plants ou matériels contaminés en provenance de pépinières, ou via des feuilles ou de la terre transportées par les engins de chantiers forestiers (en hiver le champignon hiverne sous forme d'une croute noirâtre sur les feuilles mortes).
Les rouilles ont fait notamment d'importants dégâts dans les parcelles de populicultures intensives de clones à croissance rapide (peuplier surtout, mais aussi résineux en monocultures tels que le mélèze,.

## Pathogénicité, écoépidémiologie
Selon le Ministère français de l'agriculture, « La sensibilité d’une peupleraie aux rouilles dépend essentiellement des cultivars qui la composent » .
Des organismes de recherche tels que l'INRA en France ont régulièrement produit des hybrides de peupliers initialement résistants à la rouille, mais la « rouille du peuplier » se montre capable d'évoluer rapidement par le jeu des mutations au sein des « races physiologiques » qui constituent chaque espèce de Melampsora. Ce champignon s'est ainsi rapidement propagé dans les populicultures (dans toute la France il y a plusieurs décennies), alors qu'il ne fait pratiquement pas de dégâts chez les peupliers sauvages ou subspontanés mélangés.
Dans les années 1990, à la suite de la diffusion de clones peu variés (variété dont par exemple Unal et Raspalje Boelare et surtout Beaupré), auxquels il s'est adapté dès 1994, il a fait d'importants dégâts (allant de fortes défoliation avec retards de croissance à la mort des arbres). Ayant évolué, il s'est montré capable d'infecter la plupart des cultivars produits par l'INRA pour lui résister (notamment le Beaupré).
Les arbres, faute de réserves pour l'hiver sont affaiblis et peuvent alors mourir d'affections primaires (ex :chancre bactérien du peuplier (infection bactérienne à Xanthomonas populi), maladie décrite pour la première fois en 1958) ou secondaires (pathogènes et parasites « de faiblesse » avec chez le peuplier :
- Discosporium populeum[3].
- Dothichiza (champignon normalement bloqué par les tissus corticaux, mais profitant des plaies (de taille d'élagage, de cassures, chancres ou fentes de l'écorce ou cicatrices foliaires). Ce champignon est connu sous deux formes : sa forme sexuée nommée Cryptodiaporthe populea (Sacc.) Butin et sa forme asexuée nommée Discosporium populeum (Sacc.) Sutton (forme asexuée)[10]
- Cytospora(maladie fongique due à Cytospora chrysosperma)[10]

Plusieurs facteurs de risques ont été identifiés par les experts et les populiculteurs eux-mêmes ainsi que par les organismes et réseaux responsables de la santé des forêts depuis les années 1990 :
- utilisation de cultivars réputés sensibles aux rouilles
- monospécificité de la populiculture
- peuplements situés à proximité d'autres hôtes du champignon (mélèzes notamment)
- Conditions climatiques (printemps frais et/ou très humide), vents violents ou très peu de vent
- conditions microclimatiques (populicultures situées en fond de vallon] peu aérés ou peu ensoleillés ou à brouillards persistants)
- dissémination par du matériel végétal contaminé lors de la plantation (ou par engins ou outils contaminés dans une parcelle infectée ?)
- excès d'azote[2] dans le sol
- déficit en potassium[2] dans le sol
- le mode de production par clonage via plançons, ainsi que la déshydratation des plançons durant leur transport et « mise en jauge » pourraient aussi favoriser le développement de pathogènes d'accompagnement (parasites d'affaiblissement...).

## En France
Le champignon est présent partout, mais il ne produit des dégâts (parfois spectaculaires) que
- dans les régions du Nord (Nord-Pas-de-Calais/Picardie surtout), avec Melampsora larici-populina ;
- en Bourgogne, Anjou ou dans le Midi, avec Melampsora allii-populina ;
- dans le sud-ouest avec Melampsora medusae.

## Aspects génétiques
Le peuplier étant une essence d'« intérêt économique », et ayant fait l'objet de nombreux essais de transgénèse (arbres OGM), ce champignon pathogène de nombreuses variétés et hybrides de peupliers a aussi retenu l'attention des généticiens.
- Il a fait partie des premiers à être séquencés par le Genoscope [11]. C'est le premier pathogène d'un arbre à avoir été séquencé[11].
- Les généticiens tentent d'élucider les mécanismes d'hybridation naturelle des peupliers, y compris en termes paléobotanique[12], la localisation  des gènes de résistance[13], et les mécanismes moléculaires de la résistance naturelle (mais souvent provisoire en situation de grande culture) au Melampsora, dont chez Populus trichocarpa[14],[15],[16]

## Aspects phytosanitaires
L'analyse (y compris génétique) des formes connues des rouilles pathogènes à Melampsora a révélé depuis les années 1990 un ensemble complexe d'espèces, souches (races pour les anglophones) et pathotypes, en évolution constante et interagissant avec plusieurs espèces de leur environnement.
Les contexte de monocultures intensive (cultures énergétiques, TCR, TTCR pour la papeterie, ou populicultures intensive pour production de bois) ont nettement favorisé les « phases épidémiques », surtout dans les régions (comme la Picardie) où la populiculture était dominée par un ou deux cultivars seulement. En cultivant les arbres en monoculture, on a en quelque sorte aussi cultivé certains de leurs pathogènes. Ainsi de nouveaux pathotypes de rouilles ont récemment surgi au Royaume-Uni, « apparemment en réponse à la pression de sélection à long terme des plantations de certains clones. Des insectes ravageurs ont été trouvés sur tous les sites touchés, mais généralement sans qu'ils aient causé de dommages significatifs ».
Pour une souche donnée de Melampsora, et toutes choses égales par ailleurs, il existe indiscutablement de fortes différences de sensibilité des clones à ce champignon, mais le champignon qui dans la nature coévolue avec ses hôtes se trouve ici face à des milliers de clones (qui n'évoluent pas (ou très peu) de clone à clone ou durant leur courte vie), le champignon parasite a donc plus de chances de rapidement contourner les défenses de son hôte potentiel. Et effectivement, après les échecs successifs de plusieurs générations de souches et clones de peupliers initialement déclarées résistants par les organismes qui les ont créés (Inra en France), les experts forestiers reconnaissent maintenant, en raison des capacités d'adaptation par mutation de ce champignon qui a une phase sexuée et qui produit chaque année des milliards de spores que les producteurs de cultivars dits résistants à la rouille ne peuvent pas garantir cette résistance à moyen ou long terme. De plus, on a montré que des souches de Melampsora normalement adaptées à des environnements sombres et humides ont par exemple réussi à s'adapter rapidement à une exposition plus intense à la lumière et aux UV solaires. Pour les mêmes raisons, il pourrait également produire des souches résistantes aux divers pesticides fongicides utilisés en populiculture depuis le milieu du XXe siècle.
« Le cultivar « miracle » n’existe pas et n’existera jamais (les interaméricains Beaupré et Boelare étaient considérés comme les plus résistants dans les années 1980 et sont aujourd’hui les plus sensibles à la race E4) ».
D'autres maladies proches (Septoria musiva et S. populicola), responsables de taches foliaires, de chancres et probablement de la mort de  peupliers sont aussi en extension aux États-Unis et au Canada, « probablement en raison des transports de matériel de multiplication ».
Toutefois, à la différence des rouilles qui infectent les saules, dont certaines attaquent les tiges et jeunes pousses en y complétant leur cycle végétatif, sans avoir besoin d'un hôte secondaire, les rouilles du peuplier semblent toutes nécessiter un second hôte. Ceci laisse penser que de « nouvelles » formes de cultures plus hétérogènes et mélangées, plus riches en biodiversité, avec des méthodes de type Prosilva pourraient peut-être diminuer les risques de contagion d'arbre à arbre, bien qu'au détriment des facilités culturales et des taux exceptionnels de croissance qui avaient pu être obtenus par la sélection de clones à croissance très rapide.
Pour les populiculteurs, on cherche à créer des tests permettant d'anticiper le degré de pathogénicité d'une infection et d'identifier des gènes de résistance (que le champignon, par ses rapides mutations semble toutefois pouvoir souvent assez rapidement contourner dans les situations de grandes monocultures au moins)

## Prévention, prophylaxie
Les solutions recommandées par les organismes encourageant ou encadrant la populiculture est de :
- « diversifier au maximum les cultivars tant au niveau de la parcelle qu’à l’échelle régionale »[3] ;
- enterrer les feuilles tombées au sol (car porteuses de la forme dormante du champignon en hiver [3] ;
- Conserver une bonne aération de la peupleraie en ne serrant pas trop les plants et le cas échéant en élaguant les arbres pour que l'air et la lumière circulent suffisamment[3] ;
- En cas d'attaque, le ministère de l'Agriculture et l'INRA recommandent d'éliminer les arbres infectés pour « réduire les risques de nouvelles contaminations »[10].
- la lutte chimique est aussi pratiquée, avec pulvérisation par hélicoptère, à la poudreuse ou au "canon atomiseur", qui doit alors être faite dès les premières pustules sur les feuilles de peuplier selon certaines recommandations[3], mais le traitement n'est pas curatif (en particulier par les arbres attaqués plusieurs années de suite), il ne peut avoir qu'un effet préventif[3] et ne dure que 4 à 5 semaines[3].
- pour limiter le risque d'infection par Melampsora medusae, en cas d'arrosage des plants, préférer un arrosage au pied, sans mouiller le feuillage[8].

En Europe, les pesticides autorisés pour cet usage sont régulés par la directive européenne 2000/29/CE
En France, ce champignon fait partie des organismes contre lesquels certaines mesures de lutte sont obligatoires .
Les plants présentant des symptômes en pépinière et chez les revendeurs doivent être signalés au SRPV ou à la DRAF.
Sous réserve de changement de réglementation, la règlementation n'autorise en France que deux pesticides en arboriculture et sylviculture contre ce champignon ;
- « Antrex pépites » (matière active : cyproconazole) ;
- « Systane paysage » (matière active : myclobutanil) ;

...qui peuvent poser problème pour la santé des animaux (gibier notamment) ou d'autres espèces de champignon utiles aux arbres (tous les arbres vivent en symbiose avec des champignons). Des risques d'apparition de résistance aux fongicides existent aussi.